# Zglavnica
Zglavnica je naselje v Občini Litija.